# Richensee
Richensee (toponimo tedesco) è una frazione del comune svizzero di Hitzkirch, nel distretto di Hochdorf (Canton Lucerna).

## Geografia fisica
Richensee si trova sulla sponda settentrionale del lago di Baldegg.

## Storia

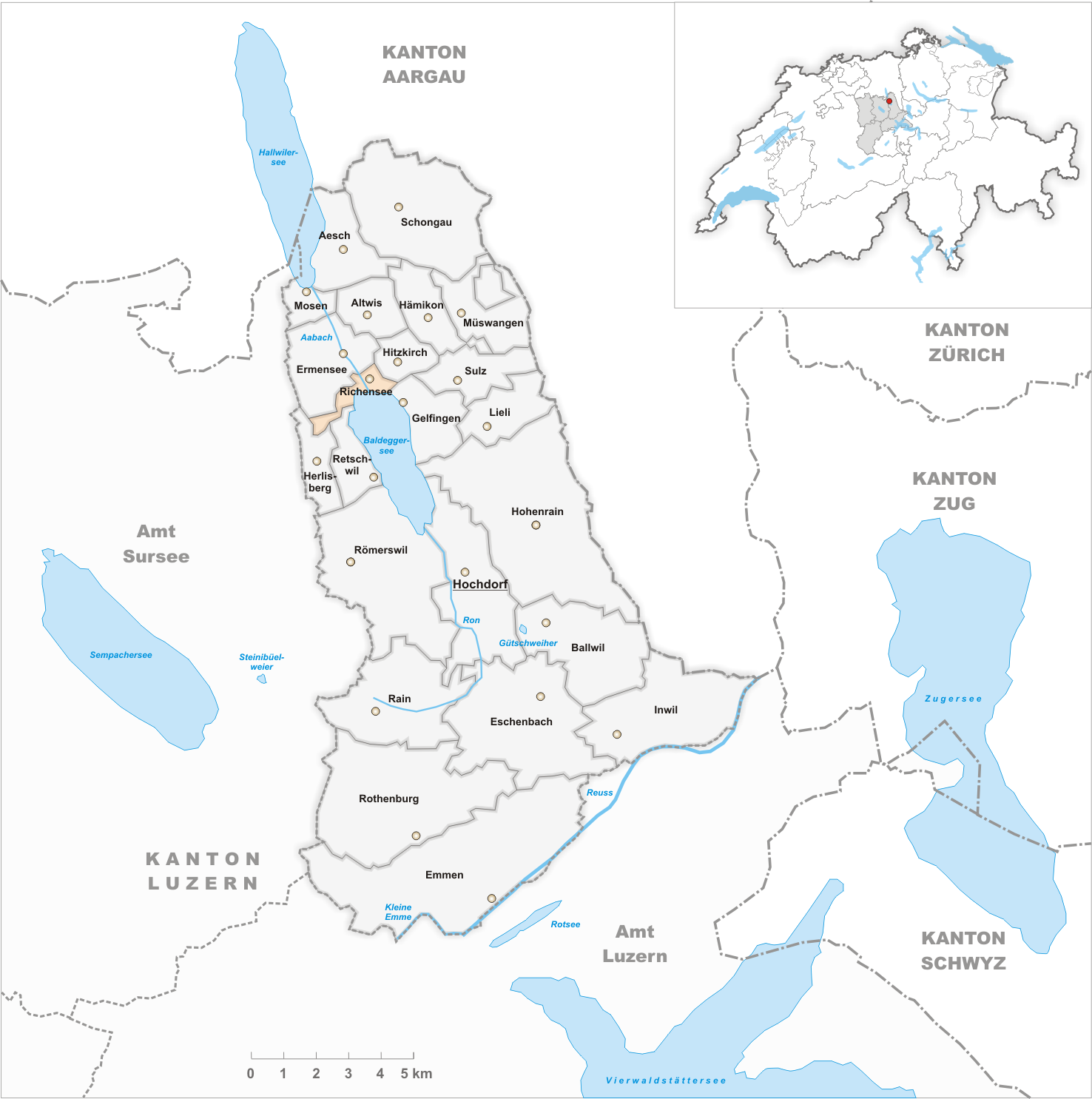
Il territorio del comune di Richensee prima degli accorpamenti comunali del 1897

Già comune autonomo, il 1º giugno 1897 è stato accorpato a quello di Hitzkirch.

## Monumenti e luoghi d'interesse
- Rovine della torre di Grünenberg (o Megalith-Turm), costruita nel Medioevo[1][2].

## Società

### Evoluzione demografica
L'evoluzione demografica è riportata nella seguente tabella:
Abitanti censiti